# Deporte en Honduras
En Honduras se practica una variedad de deportes, pero es el fútbol el de mayor popularidad entre la población. Además del fútbol se practica el Atletismo, béisbol, baloncesto, karate, ajedrez, judo, voleibol, natación, ciclismo, rugby entre las más populares de las disciplinas olímpicas.

## Historia
Varios deportes han sido practicados en los territorios de la actual Honduras desde tiempos prehistóricos, uno de los primeros fue practicado en la ciudad de Copán llamado pok-ta-pok, en el Milenio I d. C, este fue un antecesor del baloncesto y el fútbol.

## Atletismo
La Federación Nacional Hondureña de Atletismo "FENAHTLE" es el organismo directo que rige este deporte dentro del país. Después del fútbol, es uno de los deportes más practicados a nivel de Tegucigalpa y San Pedro Sula y en pequeñas proporciones en otros departamentos del país.
Entre sus atletas más destacados se encuentran:
- Ronald Bennett: Campeón Centroamericano por 3 años consecutivos en la rama de 110 metros con valla, con extensos viajes competitivos en los que podemos destacar: Los Juegos Centroamericanos y del Caribe, Juegos Panamericanos, Universidad de Belgrado 2009,
- Rolando Palacios: 100 y 200 metro planos, participantes de competencias mundiales.
- Jeimmy Bernárdez: 100 metros con vallas
- Jonnie Lowe: 400 metros

- Kessell Campbell: Triple Salto

- Yessika Lino: 100 metros planos;

- Alison Nayeli Zambrano Banegas logró el menor tiempo en carreras de 100 metros.

## Deporte de clavados
En Honduras también se práctica la disciplina de los clavados. El único maestro o entrenador que ha podido levantar el nivel centroamericano de este deporte en este país es el profesor Marino Quiñonez. A través de los 10 años que lleva en el país y entrenando la selección nacional, él ha destacado en muchas de las disciplinas deportivas. Sus mejores atletas a nivel nacional y centro americano son encabezados por: Jean Luc Miralda: quien a sus 6 meses de haber comenzado con el deporte ya conquistó un título a nivel Centroamericano (CAMEX y CCCAN, los cuales ganó en 2006-2008 y 2010). Miralda ha participado en campeonatos preolímpicos y torneos abiertos de clavados a la corta edad de 16 años. Capitán de la selección desde 2006 y galardonado como clavadista del año desde 2008, el joven ahora entrena en los Estados Unidos de América donde practica en una universidad privada (Hope College).
Jean Luc Miralda también abrió paso como el primer clavadista internacional de Honduras en participar en unos Juegos Centroamericanos y del Caribe en 2010, siendo el atleta más joven en la delegación. Él mismo se preparó para volver a competir en Veracruz 2014. 
Los deportistas realizan esfuerzos económicos y de logística para poder entrenar, es el caso de que aún existen trampolines de madera, cuando estos han sido excluidos del mercado por seguridad a partir de 1970.

## Fútbol
El fútbol es el deporte más popular entre los hondureños, al país llegó como en muchos otros a principios del siglo XX, hasta que se organizó debidamente con la creación de una Liga Nacional con diez equipos participantes a partir de la década de los sesenta.
Honduras cuenta con representaciones memorables en tres mundiales España 82, Sudáfrica 2010, Brasil 2014 y con representaciones en la Copa América, Copa de Naciones de la UNCAF, a nivel Olímpico y mundiales juveniles. El país ha cosechado muy buenos jugadores que han representado con honor, dignidad, hidalguía y valor a los colores patrios vistiendo la camisa de la Selección Nacional  con los colores del club en el que militan.
En la selección Nacional desde las categorías menores hasta la selección mayor como Romel Quioto, Carlo Costly, Alberth Elis, Carlos Pavón, Wilson Palacios, David Suazo, entre muchos otros.

### Organización del Fútbol de Honduras
- Federación Nacional Autónoma de Fútbol de Honduras
- Liga Nacional de Fútbol de Honduras
- Liga de Ascenso de Honduras
- Liga Mayor de Honduras

### Selección nacional
- Selección de fútbol de Honduras

### Clubes Del Fútbol De Honduras 2022-2023
- Club Deportivo Olimpia
- Club Deportivo Marathón
- Olancho Fútbol Club
- Real Club Deportivo España
- Fútbol Club Motagua
- Club Deportivo Real Sociedad
- Club Deportivo Lobos UPNFM
- Club Deportivo Victoria
- Club Deportivo y Social Vida
- Club Deportivo Honduras Progreso

### Principales Clubes Hondureños
- Club Deportivo Olimpia
- Fútbol Club Motagua
- Club Deportivo Marathon
- Club Deportivo Vida
- Real Club Deportivo España

## Béisbol
El béisbol es el segundo deporte en equipo más importante de Honduras, aunque su difusión es demasiado escasa en los medios de comunicación. Este deporte se desligó de la Federación Deportiva Extraescolar en 1979, por estar en total desacuerdo con la administración de este ente deportivo. Mauricio Dubón es un beisbolista hondureño que desempeña la posición de jardinero en los Astros de Houston de las Grandes Ligas de Béisbol (MLB) y es el primer hondureño Campeón de la Serie Mundial 2022 de las Grandes Ligas de Béisbol.

## Rugby
El rugby es una disciplina de creciente desarrollo. El 31 de enero de 2017, la Federación Hondureña de Rugby fue reconocida por el Comité Olímpico Hondureño. Dicho reconocimiento comenzó a gestarse en 2014 y está en proceso de ser miembro de Sudamérica Rugby, ente que organiza el deporte en Sudamérica y Centroamérica.

### Principales clubes[8]
- Tapires Rugby (Tegucigalpa)
- Lenca Rugby (Intibucá)
- Mochito Maddogz (El Mochito)

## Baloncesto (Basketball)
El baloncesto es otro de los deportes más practicados en Honduras, existen varios equipos, entre ellos el nacional de ingenieros, en los cuales hay categorías infantiles, juveniles, universitarios, y profesionales.

## CONDEPAH
La mayoría de las Federaciones y Asociaciones Deportivas Nacionales de Honduras, se agrupan bajo la Confederación Deportiva Autónoma de Honduras la cual fue creada el 27 de septiembre de 1993.
Estas federaciones gozan de autonomía administrativa, personalidad jurídica y patrimonio propio y queda sometida al régimen jurídico que contempla la Constitución de la República y demás leyes vigentes, para las instituciones descentralizadas.
La sede de la CONDEPAH es la ciudad de Tegucigalpa, Municipio del Distrito Central.

## Artes Marciales
En Honduras se practican muchas artes marciales como:Karate, Taekwondo, Judo, Moy Yat Ving Tsun (Wing Chun), Kung Fu, Lima Lama y deportes de contacto como Kempo, Boxeo, Kick Boxing, Muay Thai (boxeo tailandés); en la actualidad también se está introduciendo el Tai Chi.
El que históricamente ha tenido más difusión a nivel nacional es el Karate, aunque en los años recientes el Kempo ha tenido un gran crecimiento. Muay Thai que en los últimos años se ha desarrollado vertiginosamente teniendo una gran aceptación en Honduras. Teófimo López se convirtió en el primer hondureño campeón mundial en Boxeo profesional, actualmente tiene el título de campeón mundial por la WBO del Peso Superligero.

## Ajedrez en Honduras
El ajedrez profesional en Honduras inicia en 1973, cuando se funda la liga sampedrana de Ajedrez. En 1993 se funda la federación nacional de Ajedrez. En 2004, Ricardo Urbina se convierte en el primer Maestro Internacional de ajedrez en Honduras, siendo hasta la fecha el único jugador que ostenta el título de Maestro Internacional en el país.

## Natación
En Honduras, la natación es un deporte que practica una variedad de personas y cuenta con varias sedes para practicar este deporte como lo son el complejo José Simón Azcona (Villa Olímpica. TGU.), gimnasio AJ Fitness, Club del Banco Central de Honduras (B.C.H). Pastrana.
son:
- Honduras
- Mayas
- Sampedranos
- Inmude
- Cybex
- Azules
- Marinas

- Barracudas

como:
- internacionales)
- internacionales)
- internacionales)